# RYL
Risk Your Life: Path of the Emperor (tiếng Anh, viết tắt RYL) là tên của MMORPG (trò chơi phân vai trực tuyến nhiều người chơi đồng loạt) rất nổi tiếng do Gammasoft (Hàn Quốc) và Youxiland (Đài Loan) hợp tác phát triển và phát hành trên hơn 20 quốc gia với trên 10 triệu người tham gia. RYL là game online khá hay với các tính năng khó có game online nào có được. RYL được xây dựng trên môi trường 3D thuần túy với các tính năng PvM, PvP. Những trận đánh chiếm pháo đài, tượng đài, công thành với hàng ngàn người tham gia và từng lọt vào bảng xếp hạng top 10 game xuất sắc nhất Thế giới do website mmorpg.com bình chọn.

## Nội dung
"Hàng ngàn năm trước công nguyên…"
Cuộc sống yên bình ở Kartehena bị phá vỡ bởi cuộc nội chiến, Lord Luipolt quyết định rời bỏ quê hương, đi về bờ biển tây của lục địa, Grand Coast và xây dựng nên vương quốc Karterfant. Trước khi băng hà, Luipolt đã truyền ngôi lại cho Conlatin. Vị hoàng đế mới lập tức củng cố quân đội, nghiên cứu ma thuật rồi đem quân đi xâm lược Island of Scyna và bắt đầu dòm ngó đến "viên ngọc" Cearnarvon.
Một thời gian dài trong quá khứ, người Ancient với trí tuệ tuyệt vời đã sáng tạo ra Ak’kan thông minh và mạnh mẽ. Nhưng cùng với sự phát triển vượt bậc đó là việc thiên nhiên bị tàn phá khủng khiếp. Cho đến một ngày, núi lửa bỗng phun trào, tro bụi và nham thạch che phủ mọi dấu vết của một thời đại hoàng kim. Những Ak’kan sống sót, lãnh đạo bởi huyền thoại Merkhad, đã xây dựng lên một quốc gia có nền văn minh hơn hẳn người Ancient, với cái tên Merkhadian.
Cuộc sống phồn thịnh cùng thời gian đã xóa nhòa ký ức về thảm họa, mảnh đất cũ trở nên quá chật trội, Merkhadian bắt đầu tìm cách mở rộng lãnh thổ. Nhưng trước khi đưa quân đến Caernarvon, thiên nhiên lại một lần nữa nổi giận, đập tan tất cả. Trong cảnh hoang tàn đó, những kẻ sống sót mất hết hy vọng vào tương lai. Chỉ khi Latra xuất hiện và cứu rỗi những linh hồn bé bỏng bằng tình thương và quyền năng vô hạn của mình. Cô tiến hành một cuộc di dân về Caernarvon, giúp họ định cư rồi biến mất cùng cánh cổng thời gian Dimensional. Và thế là, cuộc chiến giữa Merkhadian và Karterfant nhằm giành giật vùng đất mới bắt đầu.
Trong khi đó, đế chế Kartehena hung bạo dập tắt cuộc nổi loạn và đưa quân đánh Grand Coast, buộc Conlatin rút quân khỏi Caernavon. Sự thiện chiến của cường quốc Kartehena đã khiến Conlatin thất thủ và rút theo đường biển về Island of Scyna. Rõ ràng, Caernarvon trở thành hi vọng cuối cùng của Karterfant..."